# Histoire du Danemark pendant la Seconde Guerre mondiale

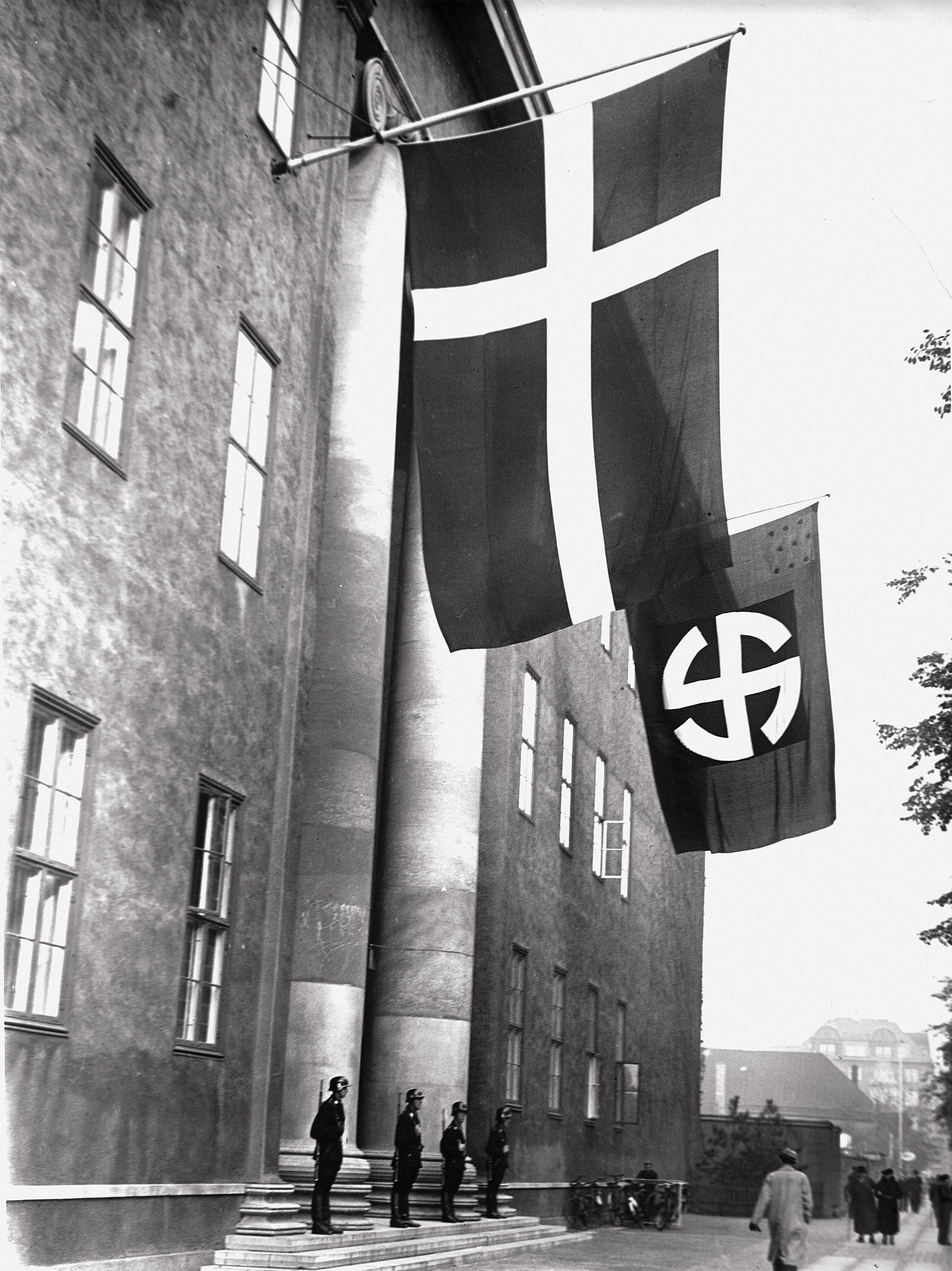
Quartier général de la Schalburgkorps, une unité SS danoise, après 1943. Le bâtiment occupé est l'ancien siège d'une loge maçonnique, située à Blegdamsvej, Copenhague.

Pour un article plus général, voir Histoire du Danemark.
L'occupation du Danemark par l'Allemagne durant la Seconde Guerre mondiale a commencé le 9 avril 1940 par l'opération Weserübung et prit fin le 5 mai 1945 lorsque les forces allemandes se retirèrent à la suite de leur défaite face aux Alliés. Contrairement à la situation des autres pays sous occupation allemande, la plupart des institutions danoises ont continué à fonctionner plus ou moins normalement jusqu'au 29 août 1943. Le gouvernement danois resta dans le pays, maintenant une relation trouble entre régime démocratique et système totalitaire. Il fit certaines concessions politiques et économiques, mais refusa de participer à l'envoi de travailleurs forcés en Allemagne, à la répression de la Résistance ou à la déportation des Juifs, jusqu'à ce que les autorités allemandes dissolvent le gouvernement à la suite d'une série de grèves et de sabotages.

## L'invasion

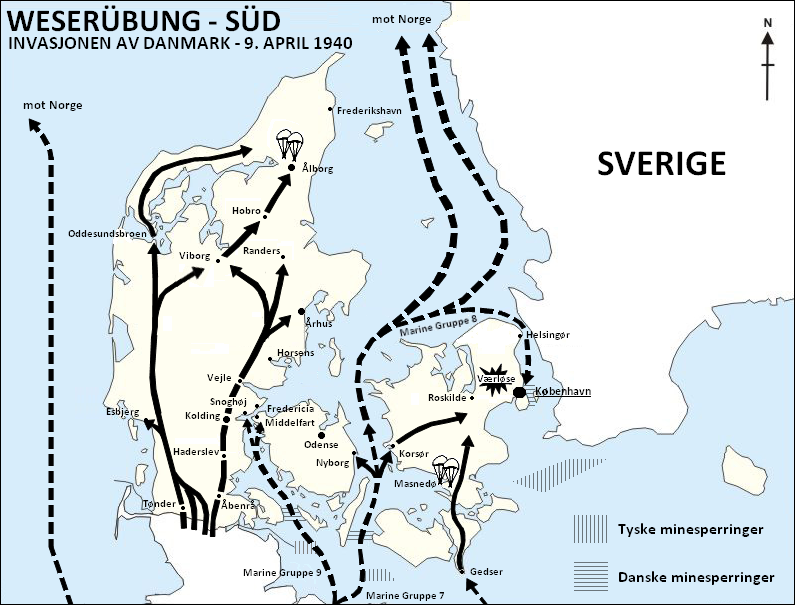
Plan de l'invasion du 9 avril 1940.

L'occupation du Danemark n'a jamais été un objectif important pour le gouvernement allemand. Le Danemark et l'Allemagne nazie signent d'ailleurs un pacte de non-agression le 31 mai 1939 à Berlin. La décision d'occuper leur petit voisin nordique fut prise par la suite pour faciliter l'invasion de la stratégiquement plus importante Norvège ; et aussi comme moyen de contrer une probable campagne britannique en Norvège. Les stratèges militaires allemands pensaient qu'une base dans le nord du Jutland, et surtout l'aéroport d'Ålborg, seraient essentiels à une invasion de la Norvège, et commencèrent à planifier une occupation partielle du Danemark, mais jusqu'en février 1940, la décision d'occuper le pays n'avait pas encore été prise. La question fut finalement réglée quand Hitler, personnellement, raya les mots die Nordspitze Jütlands (L'extrême nord du Jutland) et les remplaça par Dä, une abréviation allemande pour Danemark.
Bien que le territoire danois du Jutland-du-Sud fût habité par une minorité allemande importante, et que la province eût été restituée à la suite du plébiscite dans le cadre du Traité de Versailles, l'Allemagne ne semblait pas pressée de la récupérer. À beaucoup plus long terme certains nazis espéraient vaguement incorporer le Danemark dans une grande « Union nordique », mais il n'y avait pas de plan concret pour la réaliser.

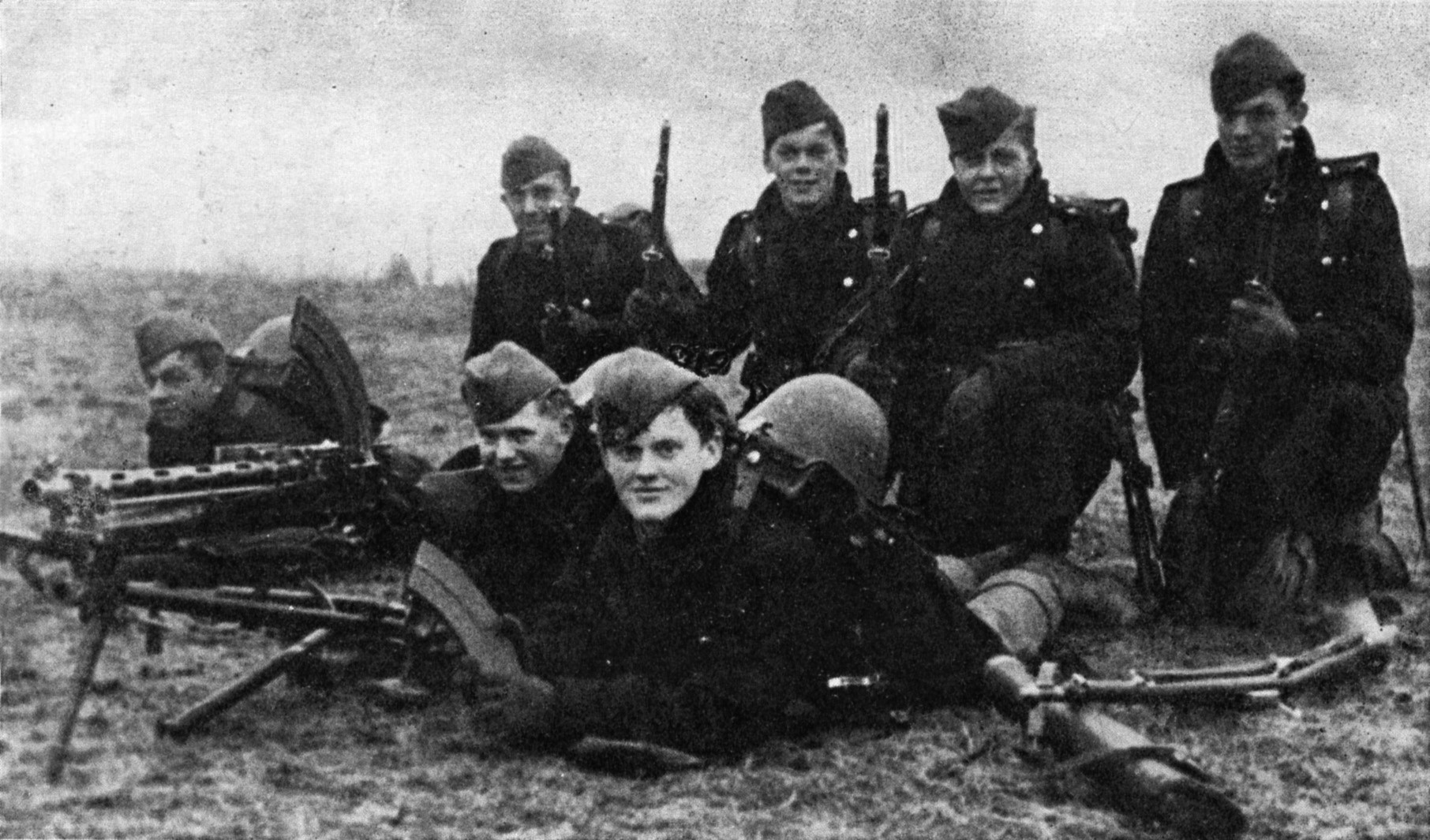
Un groupe de soldats danois le matin de la grande invasion allemande du 9 avril 1940. Deux de ces hommes moururent plus tard ce jour-là.

À 4h15 du matin le 9 avril 1940 (heure danoise), les forces allemandes, composées des 170e et 198e division d'infanterie, franchirent la frontière du Danemark, neutre, en violation directe du traité germano-danois de non-agression signé l'année précédente. Dans une action coordonnée, les navires allemands débarquèrent des troupes dans les docks de Copenhague. Malgré leur infériorité numérique et un équipement pauvre, des soldats de l'armée danoise ont combattu dans plusieurs parties du pays, et particulièrement les Gardes royaux de Copenhague, les unités dans le Jutland-du-Sud, et la garnison de Odense.
16 soldats danois moururent en défendant le Danemark, mais après seulement deux heures de résistance militaire le gouvernement danois capitula, estimant que toute résistance était inutile et espérant négocier un accord avantageux avec l'Allemagne. Le territoire plat du Jutland, frontalier de l'Allemagne, était une zone parfaite pour les opérations de l'armée allemande, et l'attaque surprise de Copenhague avait rendu toute tentative de défendre l'île de Seeland impossible. Les Allemands furent aussi rapides pour prendre le contrôle du pont sur le Petit Belt, et ainsi pour donner l'accès à l'île de Fionie. L'armée allemande était technologiquement sophistiquée et nombreuse ; l'armée danoise, en comparaison, minuscule, et utilisant un équipement obsolète, résultant en partie d'une politique d'avant-guerre visant à éviter toute confrontation avec l'Allemagne. Même une résistance farouche n'aurait pas duré bien longtemps. Pensant qu'une quelconque résistance aurait comme seul effet d'alourdir les pertes danoises, le cabinet danois décida finalement de plier « en protestant » sous la pression allemande. À cause de la rapide tournure des événements, le gouvernement danois n'eut pas le temps de déclarer officiellement la guerre contre l'Allemagne.
L'occupation fut menée si rapidement que la plupart des Danois se levèrent sans s'apercevoir que leur pays avait été occupé. Pour le reste du monde ces événements semblèrent troublants, presque comme si le gouvernement social-démocrate avait pris le parti de l'Allemagne. Néanmoins, les Danois étaient généralement pro-britanniques et conservèrent une hostilité envers les Allemands, rendant l'invasion allemande largement impopulaire. Le peuple, néanmoins, était divisé sur la meilleure attitude à prendre face à l'Allemagne.

## Le gouvernement danois sous protectorat (1940-1943)

### Généralités

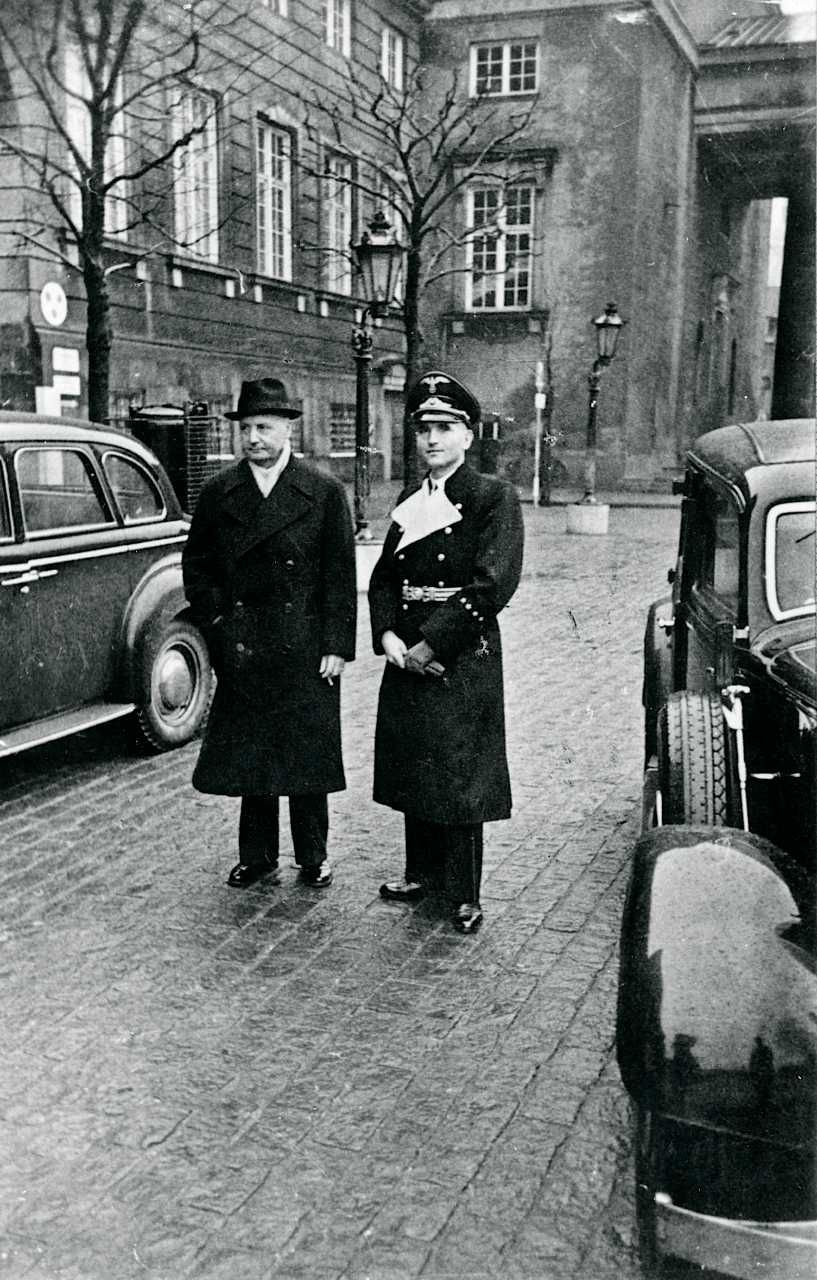
Erik Scavenius, Premier ministre danois 1942-43 avec Werner Best, le délégué aux pleins pouvoirs allemand au Danemark.

Prenant en compte l'attitude coopérative des autorités danoises, les officiels allemands déclarèrent qu'ils respecteraient la souveraineté danoise, l'intégrité territoriale, ainsi que sa neutralité. Les autorités allemandes étaient enclines à l'indulgence vis-à-vis du Danemark pour différentes raisons :
- ils n'avaient pas d'intérêt idéologique ou stratégique particulier dans le pays, en conséquence, ils étaient satisfaits de laisser les responsabilités, le fardeau de l'administration à un peuple germanique « frère » ;

- les seuls intérêts économiques forts que présentait le Danemark, comme les surplus des produits agricoles, auraient probablement été fournis par les Danois par nécessité économique. Les archives allemandes indiquent que l'administration allemande n'avait pas vraiment pris conscience de ce potentiel avant l'invasion ;

- les Allemands espéraient marquer des points de propagande en faisant du Danemark, dans les mots d'Hitler, « un protectorat modèle » [1]. Cela devait montrer au monde ce qu'une future Europe contrôlée par les nazis pourrait être ;

- en plus de ces objectifs pratiques, selon l'idéologie nazie, les Danois étaient des « cousins nordiques », aryens, et en conséquence pouvaient, jusqu'à un certain niveau de confiance, s'occuper de leurs propres affaires.

Tous ces facteurs ont contribué à apporter au Danemark une relation privilégiée avec l'Allemagne nazie. Le gouvernement resta intact et le parlement continua de fonctionner plus ou moins comme auparavant. La police et le système judiciaire restèrent aux mains des Danois ; et contrairement à la plupart des pays occupés, le roi Christian X resta dans le pays comme chef d'État. Le Troisième Reich était formellement représenté par un ministre plénipotentiaire (Reichsbevollmächtigter), c'est-à-dire un diplomate accrédité auprès du souverain, un poste décerné en novembre 1942 à l'avocat et général SS Werner Best.
D'une façon générale, l'opinion publique danoise soutint le nouveau gouvernement, particulièrement après la défaite de la France en juin 1940.
Le sentiment général était que l'occupation allemande était une triste réalité et que cela devait être affronté de la façon la plus réaliste possible, au vu de la situation internationale[réf. nécessaire]. La classe politique réalisa qu'elle aurait à travailler dur pour maintenir la position privilégiée du Danemark en présentant un front uni aux autorités allemandes, donc tous les principaux partis démocratiques se sont unis pour former un nouveau gouvernement. Le parlement et le gouvernement acceptèrent de travailler ensemble. Avec une suppression, de fait, de toute opposition, la situation n'était pas sans évoquer un régime de parti unique, mais on peut considérer[style à revoir] que le gouvernement était représentatif.
Le gouvernement danois était dominé par les Sociaux-démocrates, dont faisait partie le premier ministre d'avant guerre Thorvald Stauning, qui trouvait le parti nazi répugnant et qui trouvait déprimante la perspective d'une Europe sous hégémonie nazie. Néanmoins son parti poursuivit une stratégie de coopération, espérant maintenir la démocratie et le maintien des Danois au pouvoir aussi longtemps que possible. Il y avait de nombreux problèmes à régler avec l'Allemagne dans les mois qui suivirent l'occupation :
- les articles de journaux et les dépêches « qui pourraient compromettre les relations germano-danoises » étaient censurées ;

- à la suite de l'attaque de l'Union soviétique (l'opération Barbarossa), le Danemark se joignit au pacte anti-Komintern au même titre que le voisin nordique, la Finlande. Le parti communiste fut interdit au Danemark. En conséquence, de nombreux communistes devinrent les premiers membres de la résistance danoise ;

- les relations avec les gouvernements des pays Alliés étaient coupées ;

- la production industrielle et le commerce étaient redéployés vers l'Allemagne (en partie pour des raisons géopolitiques et par nécessité économique). Traditionnellement, les deux principaux partenaires économiques du Danemark étaient l'Allemagne et le Royaume-Uni. De nombreux ministres du gouvernement pensèrent que le développement du commerce avec l'Allemagne était vital pour maintenir l'ordre social du Danemark. La crainte restait que la montée du chômage et de la pauvreté puisse conduire à une révolte ouverte du pays contre les Allemands, entraînant des représailles de la part de ceux-ci.

Erik Scavenius est resté premier ministre pendant la plus grande partie de la guerre en tant que chef du cabinet de coalition regroupant tous les principaux partis politiques (exception faite des minuscules partis communiste et nazi). Scavenius était un diplomate, pas un élu, et avait une approche élitiste du gouvernement. Il craignait qu'une opinion publique émotive pût mettre en danger sa tentative de compromis entre la souveraineté danoise et la réalité de l'occupation allemande. Il pensait fermement qu'il était le plus fervent défenseur du Danemark. Après la guerre sa position a été très critiquée, particulièrement de la part des membres de la résistance qui considéraient qu'il avait entravé la cause de la résistance et menacé l'honneur national danois. Lui pensait que ces critiques étaient vaines, et que leurs auteurs, en utilisant l'émotion populaire, cherchaient surtout à se donner une belle image pour assurer leurs propres carrières.

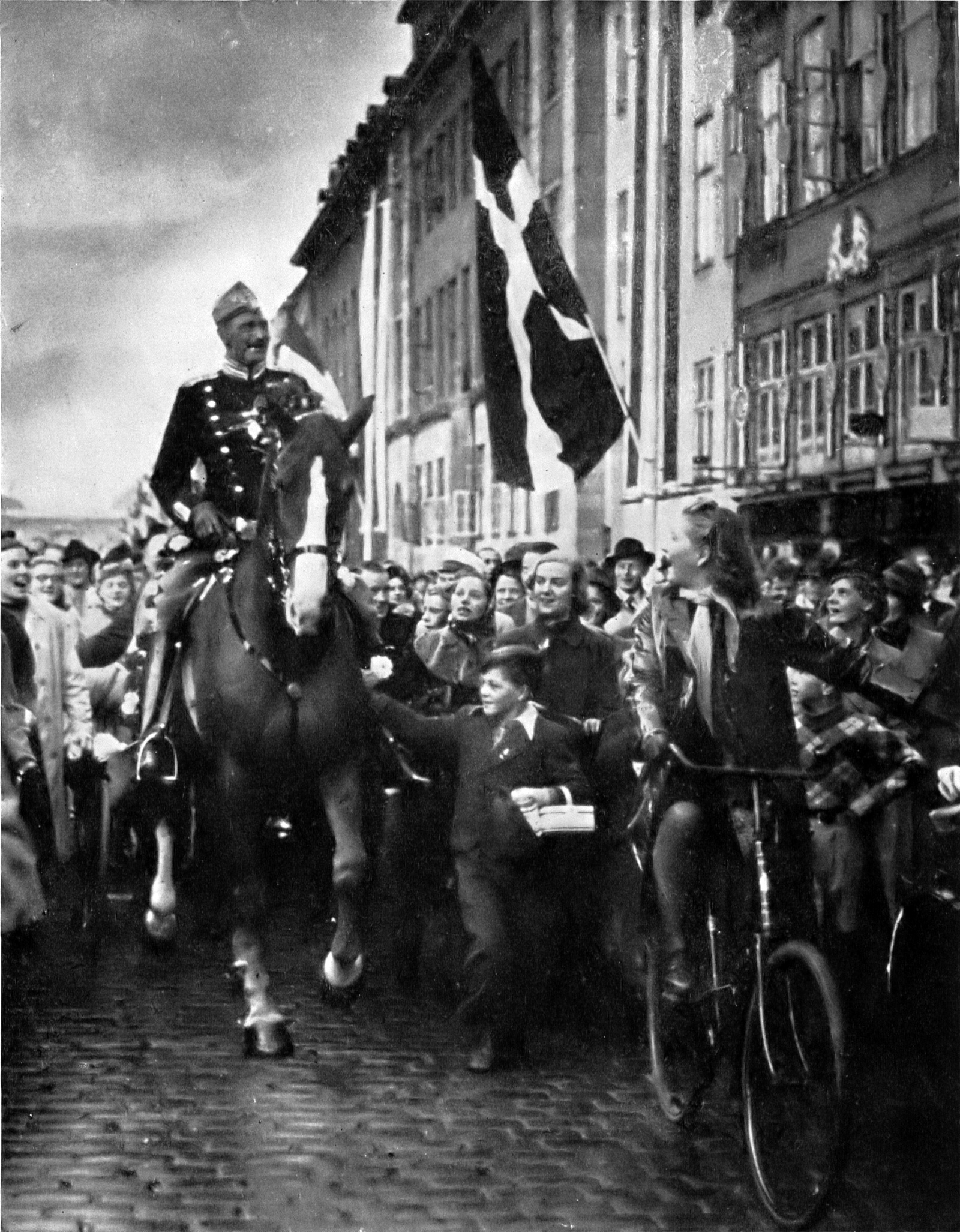
Pendant l'occupation allemande, le roi Christian X devint un puissant symbole de souveraineté nationale. Cette photo fut prise lors de l'anniversaire du roi en 1940. Il n’est pas accompagné de gardes du corps.

Les autorités danoises se montrèrent très coopératives pour obtenir des concessions importantes pour leur pays. Ils refusèrent constamment d'entrer dans une union douanière et une union monétaire avec l'Allemagne. Les Danois se souciaient à la fois des retombées économiques négatives et des retombées politiques. Les officiels allemands ne voulaient pas compromettre leur relation privilégiée avec le Danemark en utilisant la contrainte comme ils le faisaient dans les autres pays occupés. Le gouvernement parvint également à différer les négociations concernant le retour de la province du Slesvig du nord vers l'Allemagne. Il supprima les défilés militaires en rangs serrés qui auraient pu favoriser l'agitation de la part des nationalistes allemands ou des nazis danois. Les dirigeants maintinrent le parti national-socialiste en dehors de leur gouvernement, et organisèrent au milieu de la guerre des élections pratiquement libres[précision nécessaire] dont le résultat fut défavorable aux nazis. Les militaires danois eurent aussi accès à des informations confidentielles allemandes et les livrèrent aux alliés. Les conséquences économiques néfastes de l'occupation furent atténuées par la coopération germano-danoise. L'influx d'investissement allemand dans l'industrie, l'agriculture et surtout la défense et le maintien des troupes causèrent une inflation sérieuse la première année de la guerre. Le gouvernement danois put renégocier le taux de change fixé arbitrairement entre le Reichsmark et la couronne danoise, pour résoudre ce problème. Le succès le plus souvent mentionné de la politique danoise vis-à-vis de l'Allemagne reste la protection de la minorité juive du Danemark.
Durant les cinq années d'occupation, le gouvernement refusa systématiquement les exigences allemandes concernant les juifs. Aucune loi spéciale ne fut décrétée et les juifs bénéficièrent strictement des mêmes droits civils que le reste de la population danoise. Cette position exaspéra de plus en plus les autorités allemandes, qui en conclurent cependant qu'une quelconque tentative de déporter ou de maltraiter les Juifs serait « politiquement inacceptable ». À un plus haut niveau, le Dr. Werner Best, représentant des autorités d'occupation à partir de novembre 1942, se prononça contre toute action contre les Juifs au Danemark pour ne pas perturber les relations entre les deux gouvernements.
Le roi Christian X resta au Danemark durant toute la guerre. Ce fut un symbole de courage apprécié par ses sujets. La légende selon laquelle il aurait déclaré qu'il porterait une étoile de David si les Juifs étaient forcés d'en porter n'est pas étayée par des preuves historiques.
L'histoire racontant que le roi Christian X, arborant sur son uniforme une étoile jaune, aurait parcouru les rues de Copenhague à cheval, est un mythe. Il existe de multiples versions de cette histoire, toutes apocryphes. En réalité, il n'y eut pas de lois antijuives au Danemark et jamais les juifs ne furent obligés de porter l'étoile jaune.

### Empire colonial danois
À la suite de l'invasion allemande, le royaume d'Islande fut occupé par les Alliés le 10 mai 1940 et proclama la république et la fin de l'union personnelle le 17 juin 1944. Les îles Féroé étaient déjà occupées depuis le 12 avril 1940.
Les fonctionnaires danois du Groenland reprirent alors eux-mêmes l'administration du territoire et l'ambassadeur danois aux États-Unis, Henrik Kauffmann, annonça le 10 avril 1940 qu'il ne recevrait désormais plus aucun ordre du Danemark. Après que des bateaux de guerre allemands eurent surgi au large des côtes du Groenland, Henrik Kauffmann signa un traité avec les États-Unis le 9 avril 1941. Ce traité donnait le droit aux États-Unis d'établir des bases militaires au Groenland. Ce territoire servit avant tout de base pour les avions d'observation américains à la recherche de sous-marins allemands dans l'Atlantique, mais fut également utilisé comme station de ravitaillement pour quelques missions maritimes. Les Allemands essayèrent également à plusieurs reprises d'utiliser l'île pour y établir des stations météorologiques, mais ces tentatives échouèrent.

### Le corps franc «Danemark»
Un parti national-socialiste danois (DNSAP) avait été créé en 1930. Aux élections de 1939, il avait été crédité de 1,8 % des voix. Le 29 juin, quelques jours après l'invasion de l'URSS par les Allemands, ces nazis danois créent un corps de volontaires pour aller combattre l'Union soviétique dans le cadre de la Waffen-SS.
La loi danoise autorise les citoyens danois à s'engager dans une armée étrangère, mais le recrutement actif sur le sol danois est interdit. Les SS outrepassent cette loi pour recruter dans les rangs des nazis danois et de la minorité allemande.
En 1941, 6 000 hommes parmi lesquels 1 500 appartiennent à la minorité allemande du Danemark sont enrôlés dans ce corps franc.

### Le pacte anti-Komintern
Le 25 novembre, les Allemands « invitent » le gouvernement danois à se joindre au pacte anti-Komintern. Le ministre des affaires étrangères, Erik Scavenius, prend contact avec l'ambassadeur d'Allemagne Renthe-Finck pour lui signaler que le Danemark devrait signer le pacte, mais que le cabinet ministériel n'est pas favorable à cette signature qui serait en contradiction avec la neutralité danoise. Les Allemands menacent alors de mettre fin à "l'occupation pacifique" et d'instaurer un "état de guerre", un gouvernement nazi et un démembrement territorial. Le 23 novembre, Stauning réunit son cabinet. Scavenius et trois autres ministres sont partisans du compromis alors que 7 ministres s'y opposent, mais finalement 3 autres ministres se rallient au point de vue de Stauning. Scavenius est alors chargé d'aller signer le pacte à Berlin, avec des restrictions pour que le Danemark ne soit pas engagé dans une guerre contre l'URSS.
L'annonce de la signature du traité provoque des manifestations d'étudiants hostiles à l'alignement sur l'Allemagne. De retour à Copenhague, Scavenius insiste auprès du cabinet pour que soient définies une fois pour toutes quelles sont les limites à ne pas franchir dans la collaboration avec l'Allemagne. Les ministres s'accordent sur trois points critiques :
1. pas de législation anti-juive,
2. le Danemark ne doit pas rejoindre l'Axe Rome-Berlin auquel s'était également associé le Japon,
3. aucune unité de l'armée danoise ne doit combattre aux côtés de l'Allemagne, de l'Italie et du Japon.

À la surprise de beaucoup, Scavenius accepte ces instructions sans hésitation.

### Le télégramme d'Hitler
En 1942, Adolf Hitler transmit un long télégramme d'anniversaire au roi. Le roi répondit par un simple « Meinen besten Dank. Chr. Rex » (« Mes meilleurs remerciements. Roi Christian »), rendant le Führer fou de rage. Les relations entre le Danemark et l'Allemagne en furent sérieusement perturbées. Hitler rappela immédiatement son ambassadeur et expulsa l'ambassadeur danois en Allemagne.

## Le Danemark sous occupation allemande (1943-1945)

### Hostilité croissante

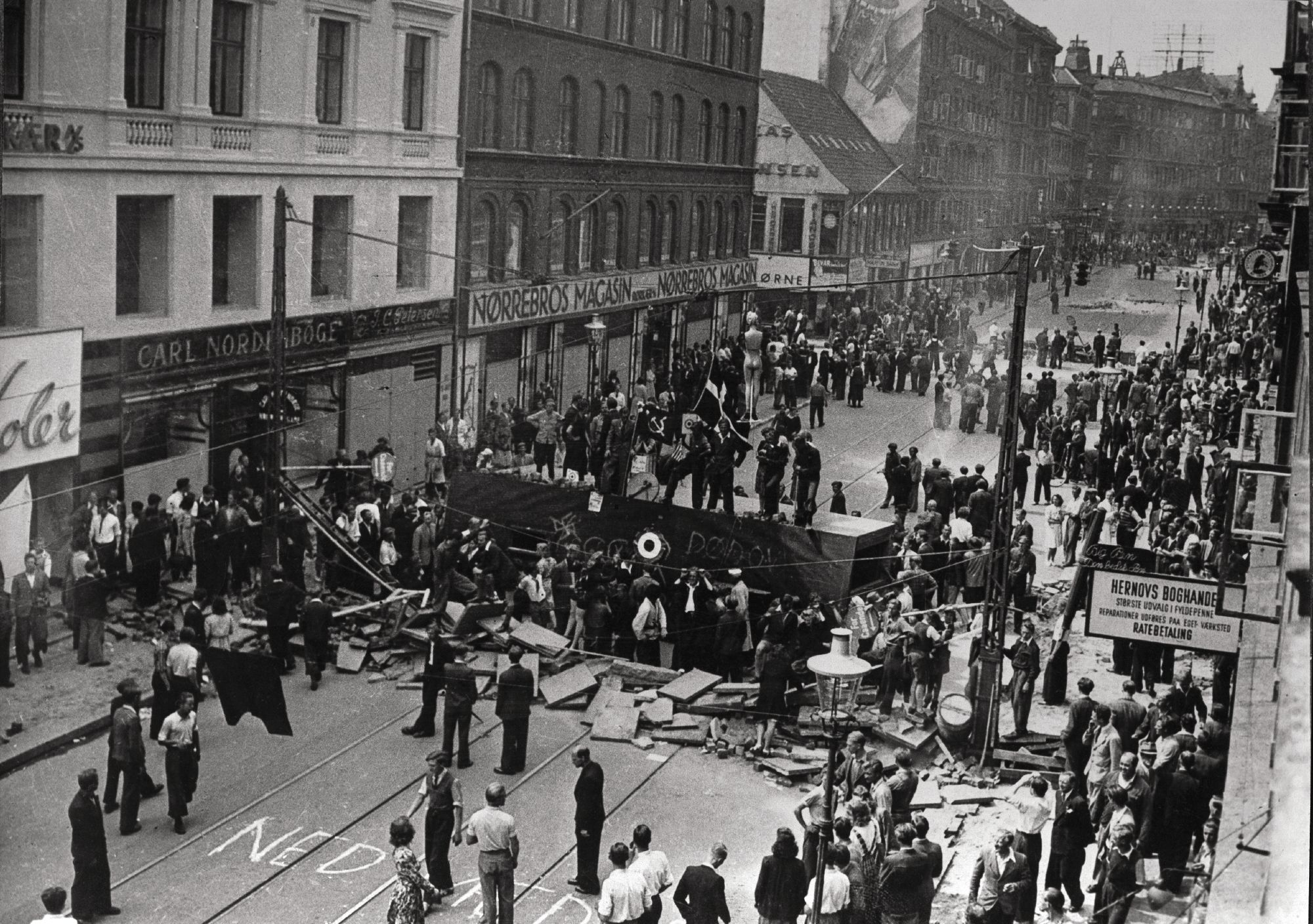
Barricades érigées pendant une grève, Nørrebro, Copenhague, juillet 1944.

Au fil des ans, la population devint de plus en plus hostile aux Allemands. Les soldats allemands stationnés au Danemark avaient trouvé l'ensemble de la population froide et réservée au commencement de l'occupation, mais les relations étaient devenues plus cordiales avec ce qui semblait être la bonne volonté du gouvernement pour coopérer avec les occupants : le gouvernement avait essayé de décourager le sabotage et la résistance violente à l'occupation mais, à l'automne 1942, les actes violents de résistance augmentèrent à un point tel que l'Allemagne déclara pour la première fois le Danemark "territoire ennemi". Après les batailles de Stalingrad et d'El-Alamein, les faits de résistance (violents et symboliques), connurent une croissance exponentielle. En mars 1943, les Allemands autorisèrent la tenue d'élections qui donnèrent de bons scores aux partis anti-nazis. Cette élection, le mécontentement et un sentiment d'optimisme croissant que l'Allemagne serait vaincue conduisirent à des grèves générales et à un mouvement de désobéissance civile pendant l'été 1943.

### La destitution du gouvernement

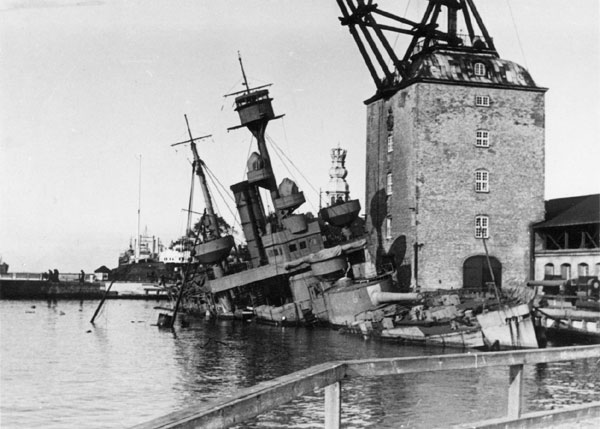
Croiseur Peder Skram de la marine danoise sabordé le 29 août 1943.

Estimant que le gouvernement danois refusait de régler la situation de façon satisfaisante, le gouvernement danois fut dissous par les Allemands le 29 août 1943 et le général Hermann von Hanneken, le gouverneur militaire allemand, décréta la loi martiale.
En 1941, pour faire baisser la pression allemande, le gouvernement danois avait cédé six torpilleurs aux Allemands ; une action qui avait incité le roi Christian X à mettre le drapeau danois en berne à mi-mât à la batterie de Sixtus du port de Copenhague, comme on avait l'habitude de la faire à la mort du roi. Cette fois ci, en 1943, la marine résista. Devançant l'avance des troupes allemandes qui s'empara des installations militaires et gouvernementales danoises, le matin du 29 août 1943, sur ordre du gouvernement, la flotte danoise qui mouillait à Copenhague se saborda (opération Safari). Sur les cinquante deux navires de la marine danoise, trente-deux furent coulés par leur équipage, deux étaient au Groenland, quatre s'échappèrent en Suède, pays neutre, et quatorze furent capturés intacts par les Allemands. La majorité des navires coulés furent renfloués et quinze d'entre eux furent utilisés sous une forme ou une autre par la marine allemande. Les combats firent 23 tués et environ 40 blessés parmi les militaires danois, un résistant et un civil périrent également ; les pertes allemandes sont équivalentes.
Après la chute du gouvernement, le Danemark fut complètement soumis aux occupants nazis. Les sabotages se développèrent considérablement en quantité et en qualité. Ils ne causèrent généralement pas de sérieux tracas aux Allemands. Après le 6 juin 1944, jour J du débarquement en Normandie, le réseau ferroviaire danois fut perturbé pendant plusieurs jours, en vue de retarder l'arrivée de renforts vers le lieu de débarquement. Un gouvernement clandestin fut formé et une presse illégale se développa.

### Le sauvetage des juifs danois
Après la destitution du gouvernement danois, le 29 août 1943, les Allemands avaient prévu de rafler et de déporter les quelque 8 000 juifs danois. Le 28 septembre, Georg Ferdinand Duckwitz, diplomate allemand, dévoila officieusement les projets nazis à Hans Hedtoft, président du parti social-démocrate, qui transmit aussitôt l'information à la Résistance danoise et à des représentants de la communauté juive. L'information fut diffusée lors des offices de la fête juive de Roch Hachana, le 29 septembre. L'évêque luthérien de Copenhague, Hans Fuglsang-Damgaard, entra en résistance en rédigeant une lettre pastorale dénonçant l'antisémitisme nazi comme étant incompatible avec le christianisme, lettre signée par tous les évêques du Danemark et lue en chaire pendant les cultes du 3 octobre 1943. Comme 90 % de la population danoise était luthérienne, l'action coordonnée par l'église luthérienne permit de mettre en action un nombre important de personnes, et de mobiliser des ressources considérables en termes d'assistance : cachettes, nourriture, mise à l'abri des rouleaux sacrés de la Torah, etc.
Ainsi, lorsque des fonctionnaires danois furent également informés de l'imminence de la rafle, ils firent en sorte, sans concertation mutuelle, de prévenir les juifs et de les cacher. Les juifs danois étaient cachés plusieurs jours ou plusieurs semaines avant d'être exfiltrés vers la Suède qui leur accordait l'asile. Le transport s'effectua par voie de mer. Une quinzaine de kilomètres séparent l'île de Seeland, où se situe Copenhague, de la Suède. Toutes sortes d'embarcations furent utilisées, depuis les gros bateaux de pêche de 20 tonnes jusqu'aux bateaux utilisés pour les compétitions d'aviron. Certains réfugiés prirent place également sur des ferries qui assuraient le service de fret entre les deux pays. Certains pêcheurs participant à l'opération acceptèrent de l'argent, d'autres le firent à titre gracieux comme les résistants du Club de couture d'Elseneur. La police du port et la police civile facilitèrent l'opération. Pour ces faits, le titre de Juste parmi les nations sera décerné à la Résistance danoise après guerre.
En fin de compte seulement 450 juifs, soit environ 7 % du total de la population juive, furent pris par les Allemands et déportés, pour la plupart au camp de concentration de Theresienstadt, qui n'était pas un camp d'extermination. Le gouvernement danois put leur envoyer des colis et les faire visiter par la Croix-Rouge. 51 Juifs danois laissèrent quand même leur vie à Theresienstadt.

## L'économie du Danemark (1940-1945)

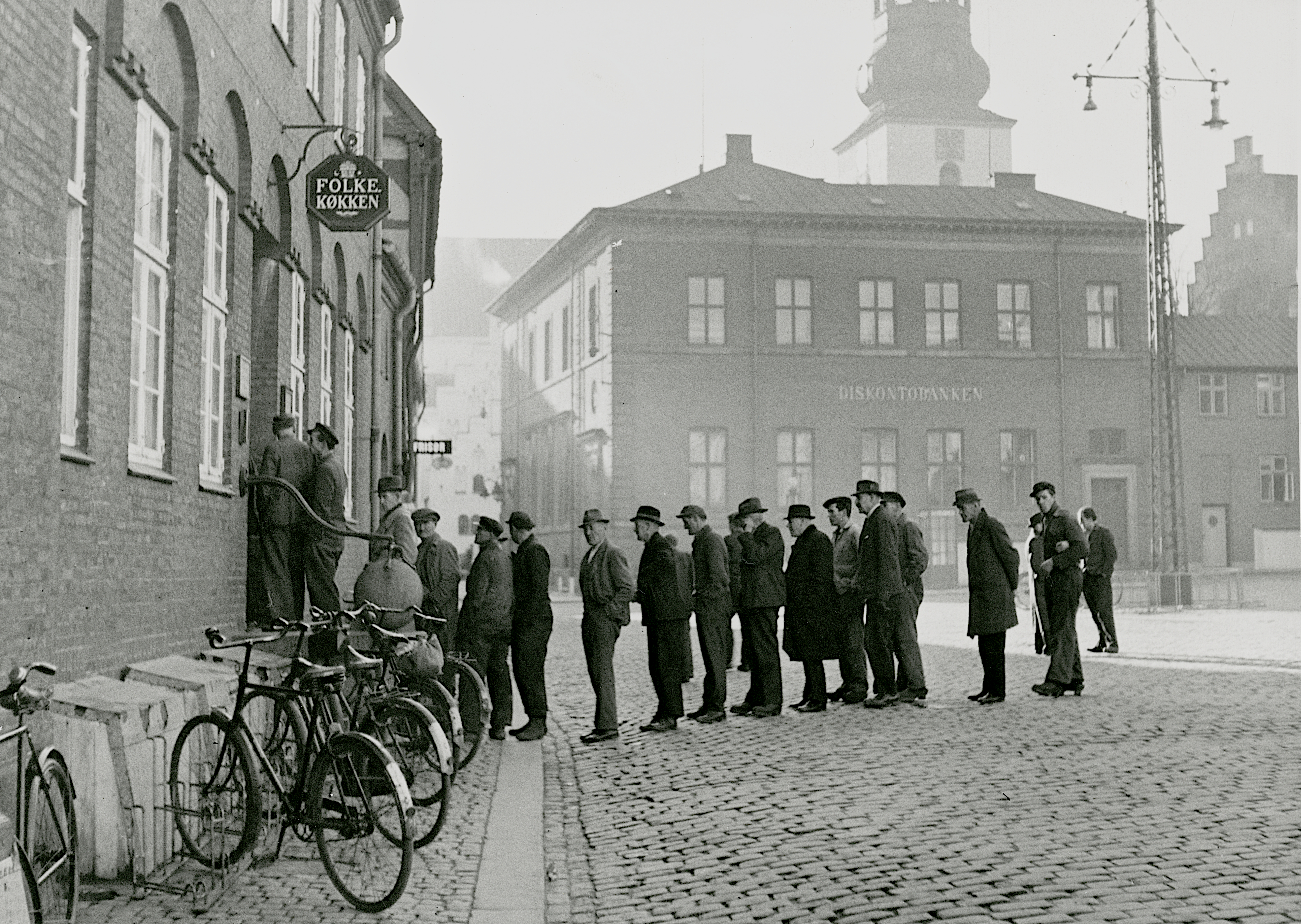
Queue à l'extérieur d'une soupe populaire, à Klostertorv à Aalborg 1943.

Le Danemark a connu pendant la guerre des problèmes économiques extrêmement sérieux. L'économie danoise fut touchée de plein fouet par le coût croissant d'importations de matières premières comme le charbon et le pétrole. Les effets du blocus contre l'Allemagne furent négatifs pour le Danemark. Le pays n'ayant pratiquement aucune ressource naturelle, il est particulièrement vulnérable aux chocs et pénuries. Le gouvernement avait anticipé la possibilité de manques de charbon et de pétrole et en avait stocké avant guerre. Cette anticipation, combinée avec le rationnement, évita le pire. Le Danemark eut également à souffrir des perturbations du réseau de commerce européen, mais toutes choses considérées, le Danemark s'en sortit assez bien comparé à d'autres pays pendant la guerre.
La prospérité toucha même certains secteurs et après la guerre, des investigations furent entreprises pour trouver et punir les collaborateurs, mais les conséquences et la portée de ces procès furent moins poussées que dans beaucoup d'autres pays, en grande partie à cause du consensus qui avait existé vis-à-vis d'une coopération réaliste avec l'Allemagne. Phil Giltner a établi que l'Allemagne accumula une "dette" d'approximativement 6,9 milliards de couronnes au Danemark. Ceci signifie qu'ils avaient pris bien plus à l'économie danoise qu'ils n'avaient apporté. Cette dette allemande signifie également que l'occupation danoise a été bénéfique à l'effort de guerre allemand.

## Les difficultés et la fin de la guerre
Le Danemark fut libéré du joug allemand en mai 1945 par le Maréchal Bernard Montgomery, bien que l'île la plus orientale, Bornholm, restât occupée par les forces soviétiques pendant encore un an.
Le Parlement se réunit le 9 mai à Copenhague pour officialiser la libération du pays, en présence du roi Christian. L'adhésion du pays au pacte anti-Komintern fut annulée à cette occasion. Dans son discours d'ouverture, le Premier ministre Wilhelm Buhl demanda l'adhésion du Danemark à l'Organisation des Nations unies.
Bien que le Danemark fût moins touché que d'autres régions de l'Europe, la population a connu des difficultés, en particulier après que les Allemands eurent pris en charge l’administration du pays en 1943. Les Alliés effectuèrent quelques opérations de bombardement sur des cibles choisies, mais rien de comparable à ce qu'ont subi, par exemple, la Norvège voisine ou les Pays-Bas. L'île de Bornholm fut spécialement endommagée par le bombardement soviétique visant la garnison allemande stationnée sur l'île.
Un peu plus de 850 membres des divers mouvements de résistance danois furent tués pendant la guerre. Approximativement 900 civils danois ont été tués pour des raisons diverses, soit dans des raids aériens, victimes de perturbations civiles, ou de représailles. Trente-neuf soldats danois ont été tués ou blessés pendant l'invasion, et quatre ont été tués le 29 août 1943 lors de la dissolution du gouvernement danois par les Allemands. Environ 360 Danois sont morts dans des camps de concentration. Le groupe le plus touché a été celui des marins danois, qui ont continué à opérer tout au long de la guerre, la plupart victimes de sous-marins : 1 850 marins sont morts. Un peu plus de 100 soldats sont morts en tant que combattants des forces alliées.
Après la guerre 40 000 personnes furent arrêtées, soupçonnées de collaboration. 13 500 furent punies d'une manière ou d'une autre. 78 reçurent la peine de mort, bien que seulement 46 aient été exécutées. La plupart des épurés reçurent des peines de prison de moins de 4 ans. On a beaucoup critiqué le fait de s'en prendre à de petites gens de façon exagérée, alors que beaucoup de politiciens et de dirigeants d'entreprises n'étaient pas inquiétés.
Bien que quelques membres de la résistance essayassent d'organiser de nouveaux partis politiques après la guerre pour remodeler le paysage politique danois, ils n'y parvinrent pas. Le seul impact fort que la résistance eut sur les élections en octobre 1945 fut que les communistes, largement crédités pour une grande partie du travail de résistance, réalisèrent le bon score de 12,5 % des suffrages.

## Commémorations

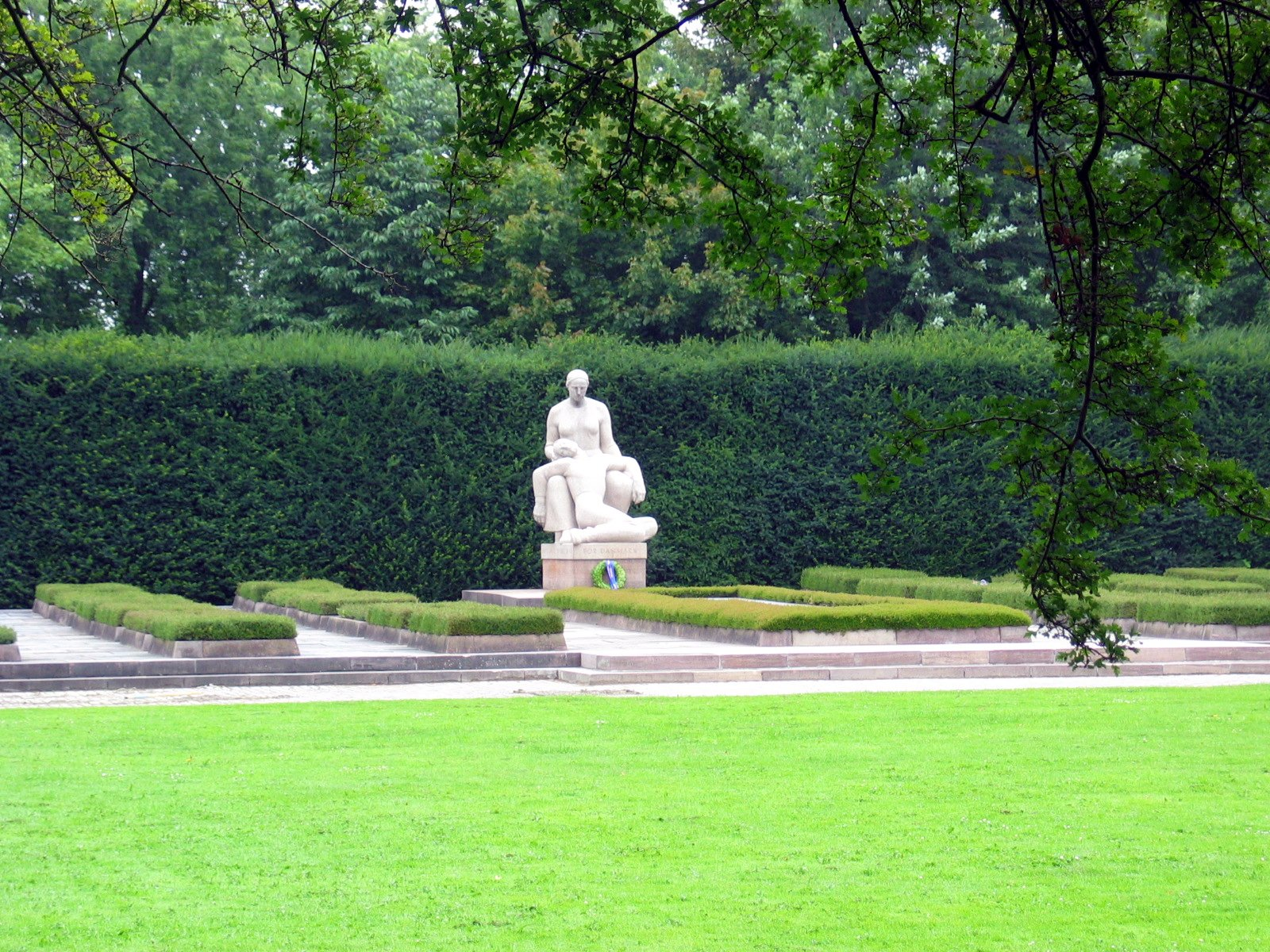
Cimetière mémorial de Ryvangen.

Le Parc du souvenir de Ryvangen (en danois : 'Mindelunden i Ryvangen') fut inauguré le 5 mai 1950, pour commémorer les membres de la Résistance danoise contre l'occupation allemande et les autres victimes du nazisme. Ce lieu de mémoire situé près de Copenhague se trouve sur le terrain utilisé par les Allemands pour exécuter les résistants qu'ils avaient capturés. Chaque jour anniversaire de la libération du Danemark, la Fondation "Entraide des Camarades" organise un service commémoratif dans le parc.
Le 24 décembre 1949, la Garde nationale danoise nouvellement formée organisa un office commémoratif pour les victimes de l'occupation dans le parc du mémorial. Il a désormais lieu tous les ans.

### Films
- Les Soldats de l'ombre, Ole Christian Madsen, 2008
- Trahison sur commande (The Counterfeit Traitor), George Seaton, 1962